# Außerehelicher Geschlechtsverkehr
Als außerehelicher Geschlechtsverkehr wird der Geschlechtsverkehr zwischen zwei Personen, die nicht miteinander verheiratet sind, bezeichnet.
Er darf nicht mit dem Ehebruch, bei dem mindestens ein Beteiligter mit einem Dritten verheiratet ist, verwechselt werden.
In vielen Ländern ist außerehelicher Geschlechtsverkehr heute gesellschaftlicher Alltag. Der größte Teil der Ehepaare hatte vor der Heirat Sex miteinander und/oder mit anderen Partnern. Bereits 1948 ergab der Kinsey-Report (Befragung von 12.000 Männern in den Vereinigten Staaten), dass rund 86 % der Männer vor der Ehe Geschlechtsverkehr hatten. In einigen islamischen Staaten ist außerehelicher Geschlechtsverkehr strafbar (vgl. Zināund Weltkarte im Artikel Schutzalter).

## Geschichte
Im Frühmittelalter kannte man die Todesstrafe und Geldbußen als Strafe für außerehelichen Geschlechtsverkehr wie auch für Ehebruch; der Begriff Unzucht war bis in das 20. Jahrhundert gebräuchlich. Auch galten unehelich empfangene Kinder als Folge unsittlichen Verhaltens. War zum Zeitpunkt einer Eheschließung bereits eine Schwangerschaft bekannt, fand die Heirat „ohne Sang und Klang“ statt.
Teile der Bevölkerung waren Leibeigene. Heiraten durften sie nur mit Genehmigung des Gutsherrn und nach Zahlung einer Heiratsabgabe. Ohne Genehmigung des Leibherrn durfte keine Trauung vorgenommen werden. Damit eine Ehe nicht gegen den Willen des Gutsherrn erzwungen werden konnte, war Geschlechtsverkehr unter Ledigen verboten. Die Eheschließung alleine ließ auch die Leibeigenschaft nicht wegfallen. In Württemberg durften Leibeigene eines Leibherrn untereinander heiraten. Überwiegend war die „ungenoßsame“ Ehe mit Leibeigenen eines anderen Leibherrn verboten. Bei der Frau bestand die Gefahr, dass sie mit dem Ehemann abzog und dem Leibherrn dadurch die zu erwartenden Kinder entgingen. Die Ehe war allerdings nicht unwirksam, sondern wurde mit einer Geldstrafe in Höhe des entgangenen Vorteils oder höher bestraft. Besonders in Orten mit mehreren Herren veranlassten die Eheverbote die bäuerliche Bevölkerung zur Ablehnung der Leibeigenschaft.

### Seit der Aufklärung
Nach dem Beginn der Aufklärung änderte sich die Einstellung allmählich durch den Begriff der Menschenrechte. Als bekannteste Erklärungen aus dieser Zeit gelten die zwei folgenden Dokumente:
Die Präambel der Unabhängigkeitserklärung der Vereinigten Staaten (1776) und die Erklärung der Menschen- und Bürgerrechte durch die Französische Nationalversammlung 1789.
Artikel 4 der Erklärung von 1789 lautet übersetzt:

„Die Freiheit besteht darin, alles tun zu dürfen, was einem anderen nicht schadet: Die Ausübung der natürlichen Rechte eines jeden Menschen hat also nur die Grenzen, die den anderen Mitgliedern der Gesellschaft den Genuss ebendieser Rechte sichern. Diese Grenzen können nur durch das Gesetz bestimmt werden.“

Die in der genannten Präambel formulierten Rechte wurden in der späteren Verfassungspraxis zunächst nur frei geborenen, weißen Männern in vollem Umfang zugestanden, nicht aber Frauen, freien Schwarzen und Sklaven. Gleichwohl war das Leben in den Vereinigten Staaten damals geprägt von der Einstellung: „Jeder kann tun und lassen, was er will, solange er keinem anderen damit schadet“.
Die Psychologie entwickelte sich erst im 19. Jahrhundert zu einer empirischen Wissenschaft; davor war in wissenschaftlicher Hinsicht über den Sexualtrieb wenig bekannt. Viele Aspekte der menschlichen Sexualität wurden tabuisiert. Zahlreiche Heranwachsende wurden von ihren Eltern nicht sexuell aufgeklärt.
Bis zur Verbreitung des Kondoms war außerehelicher Geschlechtsverkehr mit dem Risiko von Geschlechtskrankheiten konnotiert, insbesondere der Syphilis. Syphilis war weit verbreitet in vielen Ländern; sicher vor ihr waren nur Menschen, die füreinander jeweils der erste Sexualpartner waren. Vor diesem Hintergrund war Promiskuität verpönt.
Der Schweizer Arzt Samuel Auguste Tissot (1728–1797) propagierte als eine Maßnahme gegen Masturbation die Beschneidung der Vorhaut und die weiblicher Genitalien. Die Sexualfeindlichkeit hatte unter anderem zu tun mit den weitverbreiteten Geschlechtskrankheiten wie Syphilis, gegen die und gegen deren Spätfolgen (sog. Hirnerweichung) es bis ins 20. Jahrhundert keine Gegenmittel gab.
Kurz vor dem Jahr 1900 wurde das BGB konzipiert und trat am 1. Januar 1900 in Kraft.
§ 1300, der sogenannte Kranzgeld-Paragraph, lautete:

„(1) Hat eine unbescholtene Verlobte ihrem Verlobten die Beiwohnung gestattet, so kann sie, wenn die Voraussetzungen des § 1298 oder des § 1299 vorliegen, auch wegen des Schadens, der nicht Vermögensschaden ist, eine billige Entschädigung in Geld verlangen.“

Begründet wurde der Schadenersatzanspruch damit, dass die Ledige wegen des Verlusts ihrer Jungfräulichkeit geringere Chancen auf eine standesgemäße Heirat mit einem anderen Mann hatte. War die Ledige oder die Witwe hingegen schon vor der „Beiwohnung“ nicht mehr „unbescholten“, so stand ihr auch kein Kranzgeld zu, wobei sich der Begriff „bescholten“ auf den sittlichen Lebenswandel im Allgemeinen bezog.
Die Erfindung und Weiterentwicklung des Kondoms trug viel zum Einstellungswandel gegenüber vorehelichem Geschlechtsverkehr bei. 1912 entwickelte der Gummifabrikant Julius Fromm erstmals eine Methode, um nahtlose Kondome herzustellen; ab 1930 wurde Latex als Material benutzt. Kondome verhüten sowohl Schwangerschaften als auch die Übertragung von Geschlechtskrankheiten. Der Verkauf von Kondomen war bis zur Mitte des 20. Jahrhunderts allerdings vielerorts verboten beziehungsweise nur zum medizinischen Gebrauch erlaubt. In Irland galt eine solche Regelung noch bis Anfang der 1990er Jahre.

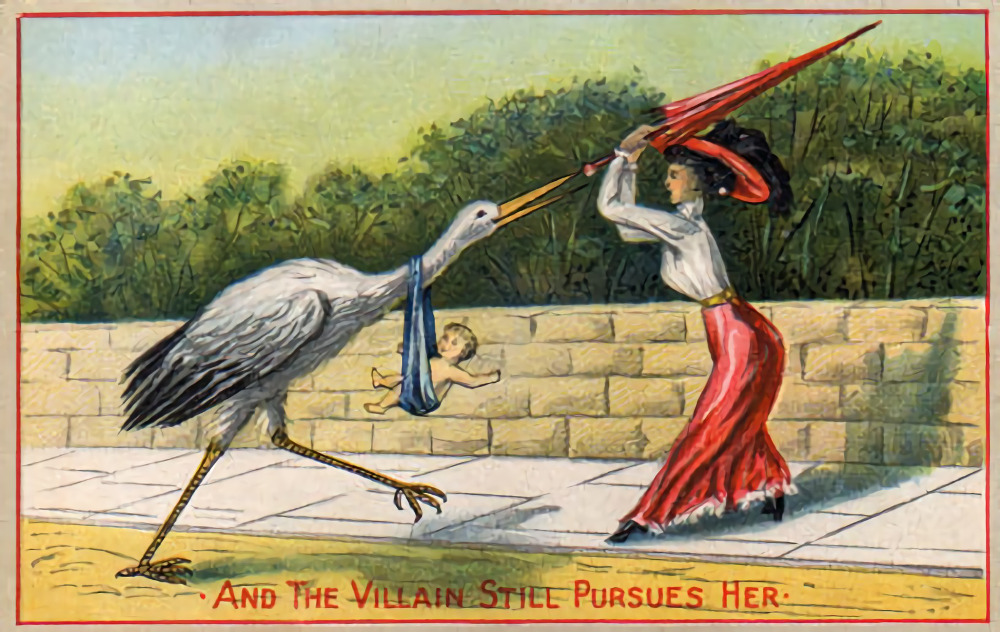
Eine Postkarte aus dem frühen 20. Jahrhundert spielt auf das Problem ungewollter Schwangerschaft an

Die Sexualmoral wandelte sich im 20. Jahrhundert erheblich. Während der alliierten Rheinlandbesetzung (1919–1930) wurden zahlreiche Besatzungskinder gezeugt und geboren. Die Kinder eines schwarzen Vaters und einer weißen Mutter – einige dieser Truppen stammten aus afrikanischen Kolonien Frankreichs – nannte man „Rheinlandbastarde“. Sie machten sozusagen außerehelichen Geschlechtsverkehr offenkundig.

### Zeit des Nationalsozialismus
Während der Zeit des Nationalsozialismus erleichterten Aktivitäten von Hitlerjugend (HJ) und Bund Deutscher Mädel (BDM) den außerehelichen Geschlechtsverkehr:
- HJ und BDM boten in großem Umfang Ferienreisen an, die auch Kindern aus ökonomisch schwachen Familien Fahrten in ein Winter-Skilager oder ein Sommer-Zeltlager ermöglichten.[5]
- Zur Vorbereitung der Mädchen für den „Dienst an Volk und Familie“ gab es zudem – zunächst auf freiwilliger Basis, von 1938 an verpflichtend – ein Dienstjahr als hauswirtschaftliche oder landwirtschaftliche Hilfe (sog. Landjahr; 1938 wurde es zum Pflichtjahr für alle Frauen unter 25). Die Mädchen wohnten und arbeiteten dabei in den Haushalten bzw. auf den Bauernhöfen.
- Die Vorbereitungslager für den Landdienst von Mädchen und Jungen lagen oft dicht nebeneinander. Allein bei 900 der BDM-Mitglieder, die 1936 vom Reichsparteitag in Nürnberg zurückkehrten, wurden anschließend Schwangerschaften festgestellt.[6]

Der Lebensborn e. V. war im nationalsozialistischen Deutschen Reich ein von der SS getragener, staatlich geförderter Verein, dessen Ziel es war, auf der Grundlage der nationalsozialistischen Rassenhygiene und Gesundheitsideologie die Erhöhung der Geburtenrate „arischer“ Kinder auch beiUnehelichkeit herbeizuführen. Dies sollte durch das Anbieten von Entbindungen in Heimen (damit die Nachbarschaft nicht von der Schwangerschaft erfährt)  und Vermittlung der Kinder zur Adoption – bevorzugt an Familien von SS-Angehörigen – erreicht werden.
- Um Anreize für mehr Geburten zu bieten, gründete die Nationalsozialistische Volkswohlfahrt im März 1934 das „Hilfswerk Mutter und Kind“. Es erhielt mehr als die Hälfte der Spendeneinnahmen des Winterhilfswerks.
- Das „Deutsche Institut für Jugendhilfe e. V.“ betreute uneheliche Kinder, deren Väter die Alimente verweigerten.

Während des Zweiten Weltkriegs arbeiteten viele junge Frauen als Wehrmachthelferinnen („Blitzmädel“). Viele von ihnen lebten längere Zeit mit Soldaten in Kasernen oder Stellungen (Fernmeldewesen, Flak usw.) dicht zusammen. Auch hier kam es zu vielen vorehelichen Beziehungen.

### 1968er und sexuelle Revolution
Maßgeblichen Anteil an der Veränderung der Einstellungen bezüglich des außerehelichen Geschlechtsverkehrs hatte die sexuelle Revolution in der zweiten Hälfte des 20. Jahrhunderts. Insbesondere die Entwicklungen in der Generation der 1968er veränderten das Bewusstsein in den westlichen Industriestaaten. Hinzu kam die Entwicklung der Antibabypille, die ungewollte Schwangerschaften verhinderte.

## Religion
Die Sexualethik wird in einem wesentlichen Maße von der Religion mitgeprägt. Der voreheliche Geschlechtsverkehr wird von einigen Religionen und Glaubensgemeinschaften, darunter die abrahamitischen Religionen, abgelehnt. 

### Christentum
Der exegetische Konsens ist vielschichtig und komplex, aber überwiegend negativ gegenüber der Praxis des vorehelichen Geschlechtsverkehrs eingestellt. Diese Position wird unter anderem mit dem biblischen Ideal der Ehe begründet, nach dem Mann und Frau zu einem Fleisch werden. Des Weiteren wird auf das Gesetz in Exodus hingewiesen, wonach ein Mann, der eine Frau verführt und mit ihr schläft, den Brautpreis zahlen oder sie heiraten musste, da sie auf dem Heiratsmarkt fortan keinen Wert mehr hatte (ob dieses Gesetz aus wirtschaftlichen oder moralischen Gründen entstand, ist ungeklärt).
Weitere Bibelverse verurteilen sexuelle Unreinheit und Ehebruch, was auf vorehelichen Geschlechtsverkehr nur dann anwendbar ist, wenn diese Begriffe diese Praxis entweder direkt einschließen oder zumindest implizieren.
Die Praxis des vorehelichen Geschlechtsverkehrs erfährt jedoch zunehmende Akzeptanz von Kirchen und Gemeinden. Laut Umfragen zwischen 2014 und 2018 in den USA betrachten nur noch 37 % der befragten jungen evangelischen Männer und Frauen vorehelichen Sex als „immer verwerflich“, während 41 % dies als „überhaupt nicht verwerflich“ empfinden. Im Zeitraum von 1974 bis 1978 lag die entsprechende Umfrage bei 44 % und 27 %.
Darüber hinaus ergab eine Umfrage im Zeitraum von 2008 bis 2018 durch die General Social Survey (GSS), dass 86 % der weiblichen evangelikalen Fundamentalisten mindestens einen Geschlechtspartner hatten, während 57 % mindestens drei verschiedene Geschlechtspartner hatten. Bei männlichen Teilnehmern waren es 82 %, die mindestens einen Geschlechtspartner hatten, und 65 %, die drei oder mehr Geschlechtspartner hatten.
Gegen den vorehelichen Geschlechtsverkehr richten sich in ihren Publikationen unter anderem auch die Zeugen Jehovas und die Neuapostolische Kirche sowie Organisationen wie die Christliche Mitte. In der Schweiz nimmt die Eidgenössisch-Demokratische Union eine ähnliche Position ein. Vor allem in den Vereinigten Staaten ist die christliche Keuschheitsbewegung verbreitet („True love waits“, „Wahre Liebe Wartet“).
2011 gründete das polnisch-italienische ehemalige It-Girl Ania Goledzinowska und der Ordensbruder Fra Renzo Gobbi im Marienwallfahrtsort Medjugorje die italienischsprachige Initiative „Cuori puri“ („Reine Herzen“). In ihr geloben junge Menschen vor einem katholischen Priester ihrer Wahl, bis zur Heirat zu warten.